# Mats Hellstrand
Mats Hellstrand, född 4 november 1942 i Solna, är en svensk pensionerad officer i Flygvapnet.

## Biografi
Hellstrand blev fänrik i Flygvapnet 1967. Han befordrades till löjtnant 1969 vid Upplands flygflottilj (F 16), till kapten 1972, till major 1978, till överstelöjtnant 1984, till överste 1992 och till överste av 1:a graden 1995.
Hellstrand var under åren 1993–1994 flottiljchef för Skånska flygflottiljen (F 10). Hellstrand avgick som överste av 1:a graden 2002. Hellstrand gifte sig 1976 med Sissel, tillsammans fick de tre barn. 